# دانشگاه بین‌المللی لبنان (یمن)
دانشگاه بین‌المللی لبنان (به عربی: الجامعة اللبنانیة الدولیة) یک دانشگاه در یمن است که در صنعا واقع شده‌است.